# Tisztelet a török katonának emlékmű
A Tisztelet a török katonának emlékmű (törökül: Mehmetçiğe Saygı Anıtı) a Gallipoli-félszigeten áll, alkotója a török művész, Tankut Öktem. Az emlékművet 1997-ben állították fel, közel az ANZAC-öbölhöz.
A szobor egy török gyalogost ábrázol, aki egy sebesült ausztrál katonát tart a két kezében. Az alkotás egy első világháborús eseményt jelenít meg, amikor az egyik ütközetben megsebesült ausztrál tisztet, egy török katona visszavitte az ANZAC-csapatok vonalaihoz. A művész ennek a történetnek a felidézésével tiszteleg a török katonáknak a Dardanellák ostromában tanúsított helytállása előtt.  A szobor talapzatán egy idézet olvasható Lord Casey egykori ausztráliai főkormányzótól, amelyben kifejezi nagyrabecsülését és tiszteletét a bátor, hazájukat nagy odaadással védő török katonák iránt.